# Leucocoryne ixioides
Leucocoryne ixioides – gatunek rośliny z rodziny amarylkowatych. Podobnie jak pozostałe gatunki Leucocoryne występuje w Chile. Jest uprawiany w wielu krajach świata jako roślina ozdobna.

## Morfologia
LiścieDługie i wąskie, mają zapach typowy dla czosnku.
KwiatyBiałe lub purpurowe, o 6 działkach okwiatu, zebrane w wysoki baldach. Mają średnicę do 5 cm, długie, żółte pylniki i przyjemny zapach.

## Uprawa
Gatunek dosyć trudny w uprawie w warunkach Europy Środkowej, pochodzi bowiem z obszarów o innym niż w Polsce klimacie, gdzie wiosny i lata są gorące i suche. Nadaje się do stref klimatycznych 9-11, w Polsce może więc przemarzać. Z niewyjaśnionych powodów kwitnie nieregularnie (nie każdego roku). Lubi tereny nasłonecznione i suche, ilaste podłoże. W czasie lata nie należy go podlewać; przechodzi wówczas okres spoczynku letniego. Po jesiennych opadach rozpoczyna ponownie rozwój. Rozmnaża się go przez nasiona wysiewane zaraz po ich zbiorze, lub przez cebulki przybyszowe.